# Ken Levine
Kenneth M. Levine (nascido em 1 de setembro de 1966) é um desenvolvedor de jogos eletrônicos americano. Ele é o diretor criativo e cofundador da Ghost Story Games (anteriormente conhecida como Irrational Games). Ele liderou a criação da série BioShock e também é conhecido por seu trabalho System Shock 2.
Levine foi nomeado um dos "Contadores de Histórias da Década" pela Game Informer e foi a pessoa do ano de 2007 da 1UP Network. Em 2009, ele foi escolhido pela IGN como um dos 100 maiores criadores de jogos de todos os tempos. Ele recebeu o prêmio inaugural Golden Joystick "Lifetime Achievement Award" por seu trabalho.

## Carreira

### Vida profissional
Levine nasceu em Flushing, Nova Iorque em uma família judia. Ele estudou teatro no Vassar College, graduando-se como Bacharel em Artes em teatro em 1988. em Poughkeepsie, Nova Iorque antes de se mudar para Los Angeles para seguir carreira no cinema, escrevendo dois roteiros. Antes de entrar no mundo dos jogos, Levine trabalhava como consultor de informática em Wall Street, mas admitiu que não era muito bom nisso, descrevendo sua atitude em relação ao trabalho como um "preguiçoso".

### Looking Glass
Em 1995, Levine foi contratado como designer de jogos pela Looking Glass Studios, sediada em Cambridge, Massachusetts, após responder a um anúncio de emprego na revista Next Generation. Na Looking Glass, ele trabalhou com o designer pioneiro Doug Church para estabelecer a ficção e o design inicial de Thief: The Dark Project.

### Irrational Games
Em 1997, após seu trabalho em Thief, Levine deixou Looking Glass junto com dois colegas de trabalho, Jonathan Chey e Robert Fermier, para fundar a Irrational Games. O primeiro jogo do estúdio foi System Shock 2, um híbrido inicial de RPG e jogo de tiro em primeira pessoa. É a sequência de System Shock (1994) da Looking Glass. Levine atuou como escritor e designer principal, e o jogo foi lançado em 1999 com aclamação da crítica.
A Irrational Games desenvolveu Freedom Force e sua sequência Freedom Force vs the 3rd Reich, jogos de RPG táticos em tempo real que se basearam fortemente no amor que Levine e o artista Robb Waters da Irrational Games tinham pela Silver Age of Comic Books, Após o primeiro jogo Freedom Force, a Irrational desenvolveu os jogos de tiro em primeira pessoa Tribes: Vengeance e SWAT 4, nos quais Levine atuou como escritor e produtor executivo, respectivamente.
Embora Tribes: Vengeance, SWAT 4 e Third Reich tenham sido lançados com um ano de diferença entre si em 2004 e 2005, a Irrational Games estava trabalhando na pré-produção do jogo de tiro em primeira pessoa BioShock, o jogo mais ambicioso do estúdio até então, desde 2002. O jogo passou por inúmeras revisões em sua premissa e jogabilidade, e foi lançado em agosto de 2007. Em 2005, Levine, Chey e Fermier venderam a Irrational Games para a editora Take-Two Interactive. A Take-Two Interactive mudou seu nome para 2K, assim que BioShock foi lançado. BioShock foi um sucesso comercial e de crítica, e é considerado um dos melhores videogames de todos os tempos. A franquia BioShock vendeu mais de 25 milhões de unidades até o momento.
Em 2008, Levine fez o discurso principal na Penny Arcade Expo em Seattle, discutindo sua juventude como nerd na década de 1970 e como isso impactou o caminho de sua carreira.
Desde o lançamento de BioShock, Levine atuou como diretor criativo e escritor principal em BioShock Infinite, ambientado em 1912 na cidade flutuante de Columbia. BioShock Infinite foi um sucesso comercial e de crítica, ganhando mais de 80 prêmios antes do lançamento.
Em fevereiro de 2014, Levine anunciou que a Irrational Games fecharia, com quinze membros da equipe seguindo Levine para se concentrar em jogos digitais baseados em narrativas para a Take-Two. Ele afirmou em uma entrevista de 2016 que o estresse de gerenciar o desenvolvimento de Infinite afetou sua saúde e relacionamentos pessoais e, em vez de continuar para liderar um jogo BioShock ainda maior, optou por se afastar dele.

### Ghost Story Games
Em 23 de fevereiro de 2017, a Irrational Games foi renomeada como Ghost Story Games, fundada por 12 dos antigos membros da Irrational, com Levine permanecendo como presidente e diretor criativo. Em janeiro de 2022, foi relatado que o jogo do estúdio estava em um inferno de desenvolvimento, com funcionários culpando Levine pela falta de liderança na produção de um jogo vagamente proposto que Levine descreveu como um "LEGO narrativo" no qual cada jogador teria uma experiência única. Em 8 de dezembro de 2022, eles revelaram seu jogo, o jogo de tiro em primeira pessoa Judas.

## Trabalhar como autor e roteirista
Levine foi consultor e coautor de três livros relacionados à franquia BioShock. Estes são BioShock: Rapture, BioShock Infinite: Mind in Revolt e The Art of BioShock Infinite. Ele próprio não trabalhou na maioria de Rapture e Mind in Revolt, mas forneceu a propriedade intelectual e as citações usadas pelos autores nos livros. O autor de Rapture foi John Shirley e o autor de Mind in Revolt foi Joe Fielder. Levine escreveu pessoalmente uma introdução na edição deluxe de The Art of BioShock Infinite, publicada pela Dark Horse Comics.
Em junho de 2013, Levine foi confirmado como escritor do roteiro de uma nova versão cinematográfica do romance distópico de ficção científica Logan's Run. No entanto, ele foi posteriormente retirado do projeto.
Em abril de 2016, Levine declarou que estava trabalhando com a Interlude para escrever e produzir o episódio piloto de uma série interativa de ação ao vivo baseada em The Twilight Zone, que será publicada pela CBS. No entanto, até janeiro de 2022, nada se concretizou. Em 2017, Levine descreveu o projeto como "em fluxo".

## Trabalhos notáveis
Levine é mais notável por sua conceituação e trabalho na franquia BioShock. Ele e sua equipe trabalharam em BioShock e BioShock Infinite, passando a oportunidade de fazer BioShock 2.
BioShock se passa em 1960, onde o jogador controla um homem chamado Jack, que é o único sobrevivente de um acidente de avião perto de um farol misterioso no meio do Atlântico. Jack encontra uma batisfera e leva o submersível para uma cidade subaquática chamada Rapture, uma cidade que foi dedicada à busca de uma economia de mercado livre perfeita. A cidade caiu em ruínas devido à implosão social da cidade e Jack deve encontrar uma maneira de sobreviver contra os habitantes enlouquecidos e escapar.
BioShock Infinite se passa em 1912, onde o protagonista principal Booker DeWitt deve viajar para Columbia, uma cidade voadora que não tem localização fixa, e resgatar uma garota chamada Elizabeth e trazê-la de volta para Nova York. Nenhuma motivação é dada sobre o porquê Booker deve fazer isso, exceto as palavras enigmáticas "Traga-nos a garota e limpe a dívida." Booker chega a Columbia para encontrar uma cidade americana-excepcionalista dedicada a saudar os Pais Fundadores que é liderada por um fanático religioso conhecido como Padre Comstock.

## Estilo e temas
Levine é conhecido por criar jogos baseados em narrativas que exploram temas sociológicos e filosóficos. Ele seleciona estilos de arte dinâmicos para uso em seus jogos, como art déco, steampunk e frontierismo.
Levine explorou conceitos que vão do comentário racial à metafísica com seus jogos e enfatiza o aspecto narrativo dos jogos. Ele citou Mad Men, os irmãos Coen Brothers e Stanley Kubrick como algumas de suas influências.

## Religião
Embora Levine se considere culturalmente judeu, ele não segue o judaísmo, e se considera um ateu.

## Lista de trabalho
| Nome                             | Ano       | Creditado como                                                | Publicadora                          |
| -------------------------------- | --------- | ------------------------------------------------------------- | ------------------------------------ |
| Looking Glass Studios            |           |                                                               |                                      |
| Thief: The Dark Project          | 1998      | Conceitos iniciais de design e história                       | Eidos Interactive                    |
| Irrational Games                 |           |                                                               |                                      |
| System Shock 2                   | 1999      | Design de liderança, escrita de diálogos, história, narrações | Electronic Arts                      |
| Freedom Force                    | 2002      | Equipe Freedom Force, vozes                                   | Electronic Arts, Crave Entertainment |
| Tribes: Vengeance                | 2004      | Escritor                                                      | Vivendi Games                        |
| Freedom Force vs the 3rd Reich   | 2005      | Escritor                                                      | Electronic Arts, 2K Games            |
| SWAT 4                           | 2005      | Produtor executivo                                            | Vivendi Games, Sierra Entertainment  |
| BioShock                         | 2007      | História, escrita, direção criativa                           | 2K Games, Feral Interactive          |
| BioShock Infinite                | 2013      | Escritor principal, diretor criativo                          | 2K Games, Aspyr                      |
| BioShock Infinite: Burial at Sea | 2013/2014 | Escritor principal, diretor criativo                          | 2K Games, Aspyr                      |
| Ghost Story Games                |           |                                                               |                                      |
| Judas                            | TBA       | TBA                                                           | TBA                                  |

## Ligações Externas
- Ken Levine no X
- Ken Levine no MobyGames
- Ken Levine. no IMDb.
- Ken Levine sobre o sucesso de BioShock
- Entrevista com o Gamasutra: Ken Levine fala sobre a cultura do estúdio